# Запутряев, Николай Васильевич
Никола́й Васи́льевич Запутря́ев (21 октября 1883, село Медведь, Новгородская губерния — 22 ноября 1951) — русский архитектор, с 1910 по 1917 год архитектор Смоленска, автор проектов и руководитель строительства многих зданий, внесённых в Свод памятников архитектуры и монументального искусства России.

## Биография
Родился 21 октября 1883 года в селе Медведь Новгородской губернии. Позднее обучался в Санкт-Петербурге в Институте гражданских инженеров. Во время учёбы участвовал в строительстве станции Бологое Полоцкой железной дороги. После окончания института в 1908 году работал на должности помощника архитектора.
В 1910 году поступил на службу в Смоленское городское управление на должность городского архитектора. Был автором проектов и руководителем строительства многих зданий, формировавших облик дореволюционного Смоленска, в числе которых здания народных школ на Духовской, Армянской улицах (ныне обе ул. Соболева), Свирской улице (Краснофлотская ул.), здание Юбилейного училища в честь войны 1812 г., здание Хоральной Синагоги и др. Руководил работами по возведению больничного корпуса общины Красного Креста (на мемориальной доске ошибочно указан как автор проекта).

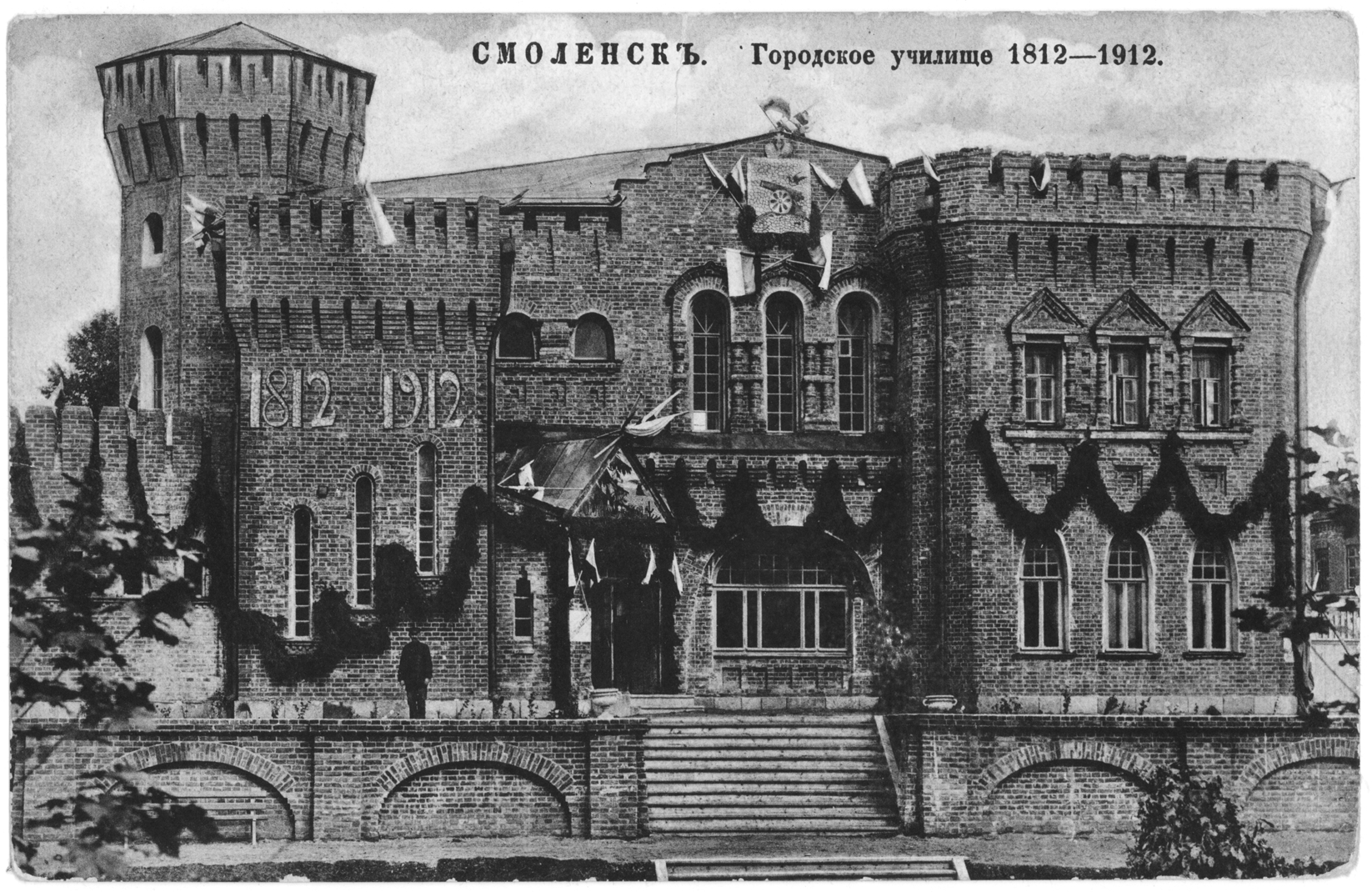
Юбилейное училище в честь войны 1812 г.

После Октябрьской революции работал на различных должностях в советском руководстве, а также преподавал и был деканом архитектурного отделения Смоленского политехнического института. В 1922 году переведён на службу в Москву.
В 1932 году вступил в Союз архитекторов СССР. Член правления союза строителей.
Умер 22 ноября 1951 года.

## Деятельность в Смоленске
- Народные школы на улицах:

• Свирской (Краснофлотской), 1910—1911, ныне школа-интернат;
• Духовской (Соболева), 1910—1911;
• Армянской (Соболева), 1910—1911, не сохранилась;
• Большой Краснинской (Николаева), 1910—1911, ныне Смоленский областной институт развития образования;
- Юбилейное училище в честь войны 1812 г, 1911—1912, ныне музей Великой Отечественной войны;
- Смоленская хоральная синагога, 1911—1914, после войны перестроена, ныне Смоленский колледж телекоммуникаций;
- Больничный корпус общины Красного Креста, 1912—1915, ныне родильное отделение Городской клинической больницы № 1 (в качестве руководителя проекта).